# Rauvolfioideae
Rauvolfioideae — підродина квіткових рослин, що входить в родину Барвінкові (Apocynaceae).

## Синоніми
- Carissoideae Endl., 1838
- Plumerioideae Luerss., 1882
- Tabernaemontanoideae Stapf ex Boiteau & Sastre, 1975

## Опис
В підродину включені дерева, чагарники, ліани, нечисленні трав'янисті рослини. У багатьох видів білий молочний сік, рідше — червоний або жовтуватий. Листя розташовані по стеблу чергово, супротивно або спіралевидно.
Квітки зазвичай з колесовидним віночком, зрідка з дзвончатою трубкою. Тичинки коротше трубки віночка. Нектарники навколо основи зав'язі або відсутні.
Плід розтріскується або не розтріскується, навколопліддя м'ясисте або сухе. Насінини голі або крилаті, гладкі, волосисті, ямчасті або бородавчасті, з гладким ендоспермом.

## Триби
- Alstonieae G.Don, 1837 — 9 родів, в тому числі Alstonia R.Br. 1810 (Альстонія)
- Alyxieae G.Don, 1837 — 7 родів, в тому числі Alyxia Banks ex R.Br. 1810 (Аліксія)
- Carisseae Dumort., 1829 — 2 роди, в тому числі Carissa L., 1767 (Карісса)
- Hunterieae Miers, 1878 — 3 роди, в тому числі Hunteria Roxb., 1824
- Melodineae G.Don, 1837 — 8 родів, в тому числі Melodinus J.R.Forst. & G.Forst., 1775 (Мелодінус)
- Plumerieae E.Mey., 1838 — 10 родів, в тому числі Plumeria L., 1753 (Плюмерія)
- Tabernaemontaneae G.Don, 1837 — 15 родів, в тому числі Tabernaemontana L., 1753 (Табернемонтана)
- Vinceae Duby, 1828 — 8 родів, в тому числі Vinca L., 1753 (Барвінок) і Rauvolfia L., 1753 (Раувольфія)
- Willughbeieae A.DC., 1844 — 18 родів, в тому числі Willughbeia Roxb., 1820 (Віллугбейя)